# Tauno Ilmoniemi
Tauno Ilmoniemi (født Granit 16. maj 1893 i Kuopio, død 21. september 1934 i Oulu) var en finsk sportsmand, som deltog i OL 1912 i Stockholm.
Ilmoniemi var en del af det finske hold, der stillede op i gymnastik i frit system. Holdet bestod af tyve gymnaster, og i en tæt konkurrence vandt Norge med 22,85 point, mens Ilmoniemi og Finland blev nummer to med 21,85 og Danmark nummer tre med 21,25 point.
Han deltog også i tårnspringskonkurrencen, men blev her slået ud i første runde.